# جوزيف كامبل (رجل دين)
جوزيف كامبل (بالإنجليزية: Joseph Campbell)‏ هو رجل دين ‏ أسترالي، ولد في 1856، وتوفي في 1933.